# Off!
Pour les articles homonymes, voir Off.
Off!, également stylisé OFF!, est un groupe de punk hardcore américain, originaire de Los Angeles, en Californie. Il est formé en 2009 autour de Keith Morris, cofondateur de Black Flag puis leader de Circle Jerks.

## Biographie
Le groupe se forme en 2009 à Los Angeles. Le chant est assuré par Keith Morris (Black Flag et Circle Jerks), la guitare par Dimitri Coats (Burning Brides), la basse par Steven McDonald (Redd Kross) et la batterie par Mario « Ruby Mars » Rubalcaba (Rocket from the Crypt/Hot Snakes). OFF! donne son premier concert en mars 2010 au festival South by Southwest d’Austin. La même année, le groupe publie quatre EP, compilés ensuite par le label Vice Records,. L'artwork du groupe est réalisée par Raymond Pettibon.
En 2012, OFF! publie un premier album éponyme. En novembre de la même année, le groupe fait la première partie des Red Hot Chili Peppers au Staples Center de Los Angeles. Jack Black apparaît dans le clip du titre Wrong. Un deuxième album intitulé Wasted Years est publié en 2014.
Le groupe se sépare en juillet 2024.

## Discographie

### Splits et EP
- 2010 : Upside Down
- 2010 : 1st EP
- 2011 : Compared to What
- 2011 : Live at Generation Records
- 2012 : Sugar Daddy Live Split Series (split-7" avec Melvins)
- 2013 : veri.live Issue 12 (split-7" avec Barb Wire Dolls)
- 2014 : Learn to Obey (7")